# Adam Legzdins
Adam Richard Legzdins (28 de novembre de 1986) és un futbolista professional anglès que juga com a porter pel Burnley FC de la Premier League.